# Litthabitella
Litthabitella là một chi ốc nước ngọt rất nhỏ có mang và nắp, là động vật thân mềm chân bụng sống dưới nước thuộc họ Hydrobiidae.

## Các loài
Các loài thuộc chi Litthabitella bao gồm:
- Litthabitella elliptica